# Variazione (musica)

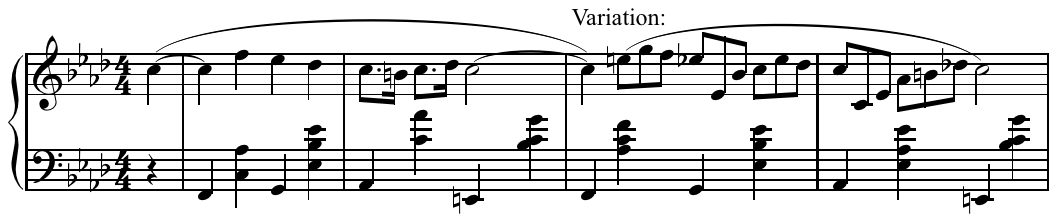
Frase e variazioni dal Notturno Op. 55 in Fa minore, di Chopin.

La variazione è ogni riproposizione di un'idea musicale in cui essa subisca modifiche, più o meno profonde, rispetto alla sua forma originaria. Le modifiche possono riguardare qualunque aspetto dell'idea di partenza, come l'armonia, la melodia, l'articolazione del contrappunto, il ritmo, il timbro strumentale, la dinamica e perfino l'organizzazione formale.

## Ruolo formale della variazione
La tecnica della variazione può costituire il solo ingrediente formale di un brano, oppure può entrare in gioco all'interno di forme più complesse. Alcune forme di origine barocca, come la passacaglia e la ciaccona, sono esempi di architettura musicale basata in maniera essenziale sulla variazione, sotto forma di riproposizione variata di un ostinato armonico, costituito spesso da un vero e proprio basso ostinato. Possono essere entrambe classificate come forme particolari del tema e variazioni. Un esempio di variazione all'interno di una forma musicale complessa è invece dato dal primo movimento del Concerto solistico classico-romantico, in cui il materiale tematico della prima esposizione orchestrale viene di regola variato dal solista al momento della sua entrata. Più in generale si può dire che tutte le forme musicali che prevedono la ripetizione di alcune sezioni sono state trattate dai grandi compositori facendo largo uso delle tecniche di variazione. È pressoché impossibile, ad esempio, trovare una ripresa tematica in un Allegro di sonata beethoveniano, che sia del tutto letterale, e non contenga sottili o profondi interventi creativi sul materiale iniziale dell'esposizione.
Poiché la variazione è un procedimento così generale, il suo significato formale, e la stessa tecnica impiegata, hanno subito profondi cambiamenti nella storia; si può infatti affermare che ogni stile compositivo ha introdotto nella versatile arte della variazione i caratteri che gli sono stati propri. Ad esempio, se nel rococò germanico e nel barocco italiano essa era spesso un florilegio delle possibilità virtuosistiche di uno strumento realizzato mediante l'ornamento della linea melodica (si pensi alle variazioni di Vitali e di Tartini), con Beethoven e con i compositori a lui successivi diventa uno dei mezzi per sviluppare un tema, per far evolvere drammaticamente il discorso musicale, mentre nella musica del Novecento essa è stata vista spesso come un'esplorazione delle possibilità armoniche del pensiero originario.

## Storia
L'uso della tecnica della variazione risale almeno all'antica Grecia. La musica greca, infatti, certamente impiegava tecniche di variazione, ad esempio nella riproposizione di nomoi arcaici secondo modelli ritmici tipici del periodo classico. La scarsa documentazione esistente sulla musica greca nel suo complesso non ci consente tuttavia di esprimere un giudizio assoluto sul grado di varietà e di frequenza delle tecniche di variazione impiegate.
Molto meglio documentato è l'uso della variazione nel canto gregoriano, nel quale essa viene impiegata con grande ricchezza di forme. Nei capitoli fondamentali della salmodia, ad esempio, si passa gradualmente da un testo elementare e sillabico alle complesse fioriture dei responsori e dei graduali. 
Un'altra tecnica di uso liturgico, diffusa soprattutto nel Duecento e denominata frangere voces, consisteva nella ricca ornamentazione di una melodia che nella sua forma base presentava valori ritmici assai lunghi. Una particolare forma di questo procedimento, molto in voga nella musica rinascimentale, era quella in cui il ritmo base viene successivamente suddiviso in intervalli sempre più brevi. Questa procedura contiene in germe un principio costruttivo che è stato molto spesso associato, in tutte le epoche, al tema e variazioni: quello dell'organizzazione drammatica delle variazioni secondo uno schema che procede dalle più semplici alle più ricche e complicate.
Nel Quattrocento l'opera di Dufay offre molti esempi polifonici di variazione, soprattutto nelle messe, in cui nei momenti di rielaborazione ciclica si notano alcune trasformazioni del materiale melodico già impiegato. Con il XVI secolo le procedure di variazione divennero del tutto tipiche, e il loro uso sistematico si estese alle musiche strumentali profane. Una forma particolarmente importante fu quella del corale variato, in cui le variazioni avevano soprattutto il carattere di arricchimento polifonico. Nel Cinquecento si diffuse anche l'utilizzo di melodie popolari come temi da variare nel repertorio colto. Le variazioni strumentali divennero rapidamente uno dei generi di maggior fortuna, anche perché consentivano un grande dispiego di tecniche virtuosistiche divenute possibili sui più perfezionati strumenti tardo-rinascimentali.
L'arte dei virginalisti elisabettiani (Byrd, Gibbons, Bull) ebbe un importante ruolo nel conferire prestigio al genere del ground, da cui derivarono, in epoca barocca, la ciaccona e la passacaglia, forme in cui ad essere variato non era un tema melodico, ma uno schema di accordi, o un basso ostinato. Nel Seicento esempi di queste forme sono offerti da alcuni cicli di variazioni per organo e per cembalo di Frescobaldi, e in genere dalle innumerevoli serie di variazioni scritte per il fortunato tema della follia. Nella prima metà del Seicento altri esempi eccezionali sono le ciaccone di Claudio Monteverdi (Zefiro torna) e Heinrich Schütz (Es steh Gott auf, terza parte). Il basso ostinato ebbe grande diffusione, nella seconda metà del Seicento, anche presso la scuola organistica nord-tedesca, come ci dimostrano Pachelbel e Buxtehude. A questo genere appartengono anche le monumentali Variazioni di Goldberg di Bach, nelle quali è appunto lo schema accordale a conservarsi. In quest'opera, di vastità assolutamente eccezionale per la letteratura per tastiera dell'epoca, le variazioni arrivano a modificare l'aria iniziale in maniera così profonda da transitare, ad esempio, dalla forma della sarabanda a quella del fugato. Un altro illustre esempio di variazioni barocche per clavicembalo è dato dalle Harmonious Blacksmith di Georg Friedrich Händel.
Nell'età classica le variazioni cominciano a separarsi gradualmente dal genere che prevede il basso ostinato, per evolversi verso forme più libere. Oltre a costituire una forma autonoma, il tema e variazioni diventa (insieme alla romanza, al rondò e alla stessa forma sonata) una delle forme più usate per i movimenti lenti delle sinfonie, delle sonate e delle composizioni cameristiche organizzate in più movimenti. Esistono inoltre numerosi esempi di variazioni usate come primo movimento (Sonata K 331 di Mozart) o come finale (Terza sinfonia di Beethoven). In quest'ultimo caso, in particolare, era tipica un'evoluzione drammatica coerente che risolveva la vicenda sinfonica in maniera eroica (si pensi anche, per rimanere a Beethoven, al celeberrimo finale della Nona). Quasi tutte le variazioni pianistiche di Mozart presentano un analogo schema drammatico: la penultima era in genere scritta in un tempo piuttosto lento, mentre l'ultima avrebbe fatto uso di un andamento più rapido e spavaldo, a costituire il vero e proprio finale brillante del brano. Una soluzione formale altrettanto tipica e originale ce la offre Haydn, che fa uso frequente di variazioni doppie, nelle quali due diversi temi correlati, normalmente uno in maggiore e uno in minore, vengono presentati e poi variati alternativamente. Un esempio è il movimento lento della sua Sinfonia n. 103 Rullo di timpani.
Le variazioni beethoveniane mature non hanno più nulla in comune con l'antica arte di ornare un tema. L'idea musicale scelta è spesso di grande semplicità, e costituisce una specie di materiale neutro che deve essere sviluppato e prendere forma nell'essere variato. L'ultimo Beethoven si mantenne fedele alla tecnica della variazione, impiegandola in lavori di grande complessità e impegno, come il movimento lento del quartetto Op. 127, il secondo movimento della sonata Op. 111, e le Variazioni su un tema di Diabelli.
La sensibilità romantica si dimostrò meno ricettiva nei confronti del tema e variazioni in quanto forma. In effetti il modello lasciato dall'ultimo Beethoven era ancora troppo ardito e impegnativo per essere apprezzato dalle generazioni immediatamente successive, mentre la decorazione melodica, benché assai presente (si pensi alla vena di Fryderyk Chopin), è impiegata liberamente nei più disparati contesti formali, piuttosto che esibita in maniera sistematica in un florilegio. Franz Schubert scrisse cinque cicli variazioni utilizzando i propri lied come temi. Tra essi ricordiamo il movimento lento del quartetto "La Morte e la fanciulla" (Der Tod und das Mädchen, D.810), una serie intensa di variazioni del suo mesto lied (D.531) omonimo. Il Quintetto col pianoforte "La trota", D.667, comprende un gioioso insieme di variazioni sul tema del lied Die Forelle, D.550. Anche Chopin (Berceuse in re bemolle maggiore) e Schumann (Studi sinfonici op.13) hanno scritto lavori basati sulla variazione, ma tra i grandi musicisti romantici quello che ha impiegato più regolarmente questa forma è stato certamente Brahms. Egli scrisse infatti vari cicli di variazioni pianistici (su temi di Haendel e di Paganini), che richiedono uno sfolgorante virtuosismo strumentale, e orchestrali (su un tema a lungo attribuito a Haydn). Le variazioni brahmsiane si rifanno, per i principi costruttivi, al classicismo viennese, anche se naturalmente il contenuto musicale è molto diverso, tipicamente brahmsiano dal punto di vista espressivo. 
L'opera di Wagner lo vede continuamente alle prese con le tecniche di variazione. La stessa idea del leitmotiv impiegata sistematicamente nelle sue opere implica in effetti il principio della variazione, o meglio costituisce una specie di rovesciamento logico di esso: non si tratta tanto di riproposizioni dell'idea originale variata, ma di sue apparizioni, dotate di significati precisi, in contesti musicali molto eterogenei, che rappresentano il fluire della vicenda drammatica. Naturalmente da un punto di vista tecnico, cioè prescindendo dalla trama drammatica e dai significati metafisici che Wagner attribuiva ai suoi temi, la precisazione precedente non ha ragione di essere.
Tra le grandi composizioni orchestrali del primo novecento un notevole esempio di variazioni è dato dal bolero di Maurice Ravel. Si tratta di un caso paradigmatico di variazione timbrica: mentre la linea melodica, lo schema armonico e il ritmo rimangono costanti per quasi tutta la durata del bolero, varia continuamente, arricchendosi ogni volta, la strumentazione impiegata. Ma è soprattutto con la musica dodecafonica che le variazioni hanno riacquistato un ruolo centrale nel panorama musicale. Le tecnica seriale contiene intrinsecamente l'idea di variazione di un tema costituito dalla serie posta a fondamento dell'opera, e la scrittura contrappuntisticamente elaborata della seconda scuola viennese rende i procedimenti di variazione molto ricchi e articolati. In più i maestri della dodecafonia hanno composto anche lavori esplicitamente presentati come variazioni; ricordiamo le Variazioni per orchestra di Arnold Schönberg, le Variationi Op. 27 e la passacaglia op.1 di Anton Webern, rispettivamente per pianoforte e per orchestra.
Al di fuori del panorama dodecafonico le variazioni sono impiegate da compositori come Paul Hindemith, e Benjamin Britten, il cui lavoro più famoso è proprio una serie di variazioni su un tema di Henry Purcell che egli chiamò Guida del giovane all'orchestra.
La seconda metà del XX secolo ha visto ancora una volta diminuire l'interesse per l'antica forma delle variazioni, stavolta in maniera connessa a fenomeni di rivoluzione del modo stesso di pensare la musica e allo sviluppo di tecnologie che rendono possibile l'elaborazione elettronica del suono, rispetto ai quali gran parte delle tecniche compositive classiche risultano estranee.

## La variazione per organo
Un capitolo a sé stante della tipologia delle variazioni viene dalla letteratura organistica soprattutto dei periodi barocco e romantico: entro queste epoche, anche grazie all'uso della pedaliera atta a permettere all'esecutore un più ampio e completo sviluppo e conduzione della polifonia durante l'esecuzione (pur essendo unico l'esecutore), la variazione sul corale pervenne al suo apogeo. Purtuttavia, essendo in primis l'organo uno strumento di collocazione e d'uso liturgico (soprattutto nei paesi cattolici) alcuni compositori di più recente generazione hanno voluto elaborare corali anche nella tastiera (o nelle tastiere) manuali dello strumento, rendendo opzionale un'introduzione permanente e continua della pedaliera durante l'esecuzione. Ciò in virtù del dato di fatto che molti organi sono sprovvisti di una pedaliera completa o diritta e quindi impossibilitati al trasporre alla zona grave del pedale il "cantus firmus" del corale variando.

## Variazioni e improvvisazione
L'arte di improvvisare allo strumento variazioni virtuosistiche di un tema dato è stata a lungo considerata basilare per l'esecutore brillante nella storia della musica. Nel periodo barocco, in particolare, l'aria col da capo  costituì un genere che veniva continuamente impiegato al fine principale di essere variato all'impronta dal virtuoso. 
Questa pratica continuò anche nel periodo classico; una delle opere minori di Beethoven, la sua Fantasia in Sol minore Op. 77, è quasi certamente una trascrizione di un'esecuzione improvvisata, il cui nocciolo è proprio una serie di variazioni su un breve tema. Il gran numero e il carattere in qualche modo stereotipato delle variazioni per tastiera di Mozart suggeriscono l'idea che anch'esse possano essere trascrizioni di improvvisazioni.
Le improvvisazioni di variazioni armonicamente elaborate su un tema popolare costituiscono la procedura fondamentale della musica jazz.